# Mohamed Ameur
Mohamed Ameur, född 11 november 1984, är en algerisk friidrottare. Han deltog vid olympiska sommarspelen 2008.